# Lento (Haute-Corse)
Lento település Franciaországban, Haute-Corse megyében. Lakosainak száma 115 fő (2022. január 1.). Lento Piève, Castello-di-Rostino, Bigorno, Bisinchi, Canavaggia és Pietralba községekkel határos.

## Népesség
A település népességének változása:
| Lakosok száma | 156  | 162  | 76   | 116  | 118  | 109  | 103  | 102  | 107  | 115  |
|               | 1968 | 1982 | 1990 | 2006 | 2013 | 2015 | 2017 | 2019 | 2020 | 2022 |